# Supercopa de Italia 2014
La Supercopa de Italia 2014 fue la 27ª edición de la Supercopa de Italia, que enfrentó al ganador de la Serie A 2013-14 la Juventus F.C. y de la Copa Italia 2013-14 el S. S. C. Napoli. El partido se disputó el 22 de diciembre de 2014 en el Estadio Jassim Bin Hamad de la ciudad de Doha, Catar. El Napoli ganó el partido, con resultado de 2-2 en el tiempo suplementario y 6-5 en la definición por penales.

## Equipos participantes
| Juventus FC |  |  |  | Campeón de la Serie A 2013-14     |
| SSC Napoli  |  |  |  | Campeón de la Copa Italia 2013-14 |

## Ficha del Partido
| 1          | POR        | Gianluigi Buffon     |      |
| 26         | DEF        | Stephan Lichtsteiner | 79'  |
| 3          | DEF        | Giorgio Chiellini    |      |
| 19         | DEF        | Leonardo Bonucci     |      |
| 33         | DEF        | Patrice Evra         |      |
| 6          | MED        | Paul Pogba           |      |
| 21         | MED        | Andrea Pirlo         | 66'  |
| 8          | MED        | Claudio Marchisio    |      |
| 23         | MED        | Arturo Vidal         |      |
| 10         | DEL        | Carlos Tévez         |      |
| 14         | DEL        | Fernando Llorente    | 106' |
| Entrenador | Entrenador | Massimiliano Allegri |      |

| 1          | POR        | Rafael             |      |
| 11         | DEF        | Christian Maggio   |      |
| 33         | DEF        | Raúl Albiol        |      |
| 26         | DEF        | Kalidou Koulibaly  |      |
| 31         | DEF        | Faouzi Ghoulam     |      |
| 77         | MED        | Walter Gargano     |      |
| 7          | MED        | José Callejón      |      |
| 17         | MED        | Marek Hamšík       | 78'  |
| 19         | MED        | David López        | 91'  |
| 6          | MED        | Jonathan de Guzmán | 106' |
| 9          | DEL        | Gonzalo Higuaín    |      |
| Entrenador | Entrenador | Rafa Benítez       |      |

| 37 | MED | Roberto Pereyra | 66'  |
| 20 | MED | Simone Padoin   | 79'  |
| 9  | DEL | Álvaro Morata   | 106' |

| 14 | MED | Dries Mertens | 78'  |
| 88 | MED | Gökhan İnler  | 91'  |
| 8  | MED | Jorginho      | 106' |

| Anotado | 5'   | Carlos Tévez | 1–0 |
| Anotado | 107' | Carlos Tévez | 2–1 |

| Anotado | 68'  | Gonzalo Higuaín | 1–1 |
| Anotado | 118' | Gonzalo Higuaín | 2–2 |

|                   |                          | 0:0 | Fallo de penal (Atajado) | Jorginho          |
| Carlos Tévez      | Fallo de penal (Fallado) | 0:0 |                          |                   |
|                   |                          | 0:1 | Acierto de penal         | Faouzi Ghoulam    |
| Arturo Vidal      | Acierto de penal         | 1:1 |                          |                   |
|                   |                          | 1:2 | Acierto de penal         | Raúl Albiol       |
| Paul Pogba        | Acierto de penal         | 2:2 |                          |                   |
|                   |                          | 2:3 | Acierto de penal         | Gökhan İnler      |
| Claudio Marchisio | Acierto de penal         | 3:3 |                          |                   |
|                   |                          | 3:4 | Acierto de penal         | Gonzalo Higuaín   |
| Álvaro Morata     | Acierto de penal         | 4:4 |                          |                   |
|                   |                          | 4:5 | Acierto de penal         | Walter Gargano    |
| Leonardo Bonucci  | Acierto de penal         | 5:5 |                          |                   |
|                   |                          | 5:5 | Fallo de penal (Atajado) | Dries Mertens     |
| Giorgio Chiellini | Fallo de penal (Atajado) | 5:5 |                          |                   |
|                   |                          | 5:5 | Fallo de penal (Atajado) | José Callejón     |
| Roberto Pereyra   | Fallo de penal (Fallado) | 5:5 |                          |                   |
|                   |                          | 5:6 | Acierto de penal         | Kalidou Koulibaly |
| Simone Padoin     | Fallo de penal (Atajado) | 5:6 |                          |                   |

| Amonestado | 69'  | Roberto Pereyra |
| Amonestado | 109' | Carlos Tévez    |

| Amonestado | 45+1' | Gonzalo Higuaín |
| Amonestado | 76'   | José Callejón   |
| Amonestado | 80'   | Raúl Albiol     |
| Amonestado | 83'   | Dries Mertens   |
| Amonestado | 105'  | Faouzi Ghoulam  |

| Árbitro             | Paolo Valeri |
| Árbitros asistentes | Tonolini     |
| Árbitros asistentes | Manganelli   |
| Cuarto Árbitro      | Giallatini   |

| 1          | POR        | Gianluigi Buffon     |      |
| 26         | DEF        | Stephan Lichtsteiner | 79'  |
| 3          | DEF        | Giorgio Chiellini    |      |
| 19         | DEF        | Leonardo Bonucci     |      |
| 33         | DEF        | Patrice Evra         |      |
| 6          | MED        | Paul Pogba           |      |
| 21         | MED        | Andrea Pirlo         | 66'  |
| 8          | MED        | Claudio Marchisio    |      |
| 23         | MED        | Arturo Vidal         |      |
| 10         | DEL        | Carlos Tévez         |      |
| 14         | DEL        | Fernando Llorente    | 106' |
| Entrenador | Entrenador | Massimiliano Allegri |      |

| 1          | POR        | Rafael             |      |
| 11         | DEF        | Christian Maggio   |      |
| 33         | DEF        | Raúl Albiol        |      |
| 26         | DEF        | Kalidou Koulibaly  |      |
| 31         | DEF        | Faouzi Ghoulam     |      |
| 77         | MED        | Walter Gargano     |      |
| 7          | MED        | José Callejón      |      |
| 17         | MED        | Marek Hamšík       | 78'  |
| 19         | MED        | David López        | 91'  |
| 6          | MED        | Jonathan de Guzmán | 106' |
| 9          | DEL        | Gonzalo Higuaín    |      |
| Entrenador | Entrenador | Rafa Benítez       |      |

| 37 | MED | Roberto Pereyra | 66'  |
| 20 | MED | Simone Padoin   | 79'  |
| 9  | DEL | Álvaro Morata   | 106' |

| 14 | MED | Dries Mertens | 78'  |
| 88 | MED | Gökhan İnler  | 91'  |
| 8  | MED | Jorginho      | 106' |

| Anotado | 5'   | Carlos Tévez | 1–0 |
| Anotado | 107' | Carlos Tévez | 2–1 |

| Anotado | 68'  | Gonzalo Higuaín | 1–1 |
| Anotado | 118' | Gonzalo Higuaín | 2–2 |

|                   |                          | 0:0 | Fallo de penal (Atajado) | Jorginho          |
| Carlos Tévez      | Fallo de penal (Fallado) | 0:0 |                          |                   |
|                   |                          | 0:1 | Acierto de penal         | Faouzi Ghoulam    |
| Arturo Vidal      | Acierto de penal         | 1:1 |                          |                   |
|                   |                          | 1:2 | Acierto de penal         | Raúl Albiol       |
| Paul Pogba        | Acierto de penal         | 2:2 |                          |                   |
|                   |                          | 2:3 | Acierto de penal         | Gökhan İnler      |
| Claudio Marchisio | Acierto de penal         | 3:3 |                          |                   |
|                   |                          | 3:4 | Acierto de penal         | Gonzalo Higuaín   |
| Álvaro Morata     | Acierto de penal         | 4:4 |                          |                   |
|                   |                          | 4:5 | Acierto de penal         | Walter Gargano    |
| Leonardo Bonucci  | Acierto de penal         | 5:5 |                          |                   |
|                   |                          | 5:5 | Fallo de penal (Atajado) | Dries Mertens     |
| Giorgio Chiellini | Fallo de penal (Atajado) | 5:5 |                          |                   |
|                   |                          | 5:5 | Fallo de penal (Atajado) | José Callejón     |
| Roberto Pereyra   | Fallo de penal (Fallado) | 5:5 |                          |                   |
|                   |                          | 5:6 | Acierto de penal         | Kalidou Koulibaly |
| Simone Padoin     | Fallo de penal (Atajado) | 5:6 |                          |                   |

| Amonestado | 69'  | Roberto Pereyra |
| Amonestado | 109' | Carlos Tévez    |

| Amonestado | 45+1' | Gonzalo Higuaín |
| Amonestado | 76'   | José Callejón   |
| Amonestado | 80'   | Raúl Albiol     |
| Amonestado | 83'   | Dries Mertens   |
| Amonestado | 105'  | Faouzi Ghoulam  |

| Árbitro             | Paolo Valeri |
| Árbitros asistentes | Tonolini     |
| Árbitros asistentes | Manganelli   |
| Cuarto Árbitro      | Giallatini   |

| Supercopa de Italia      |
| Campeón Napoli 2º título |